# Dibromacetonitril
Dibromacetonitril ist eine chemische Verbindung aus der Gruppe der Nitrile.

## Vorkommen
Dibromacetonitril entsteht in niedrigen nanomolaren Konzentrationen, wenn vorhandenes Bromid bei der Chlorierung von Trinkwasser mit stickstoffhaltigen organischen Stoffen reagiert.

## Gewinnung und Darstellung
Dibromacetonitril kann durch Reaktion von Cyanessigsäure mit N-Bromsuccinimid in Wasser gewonnen werden.

## Eigenschaften
Dibromacetonitril ist eine farblose ölige Flüssigkeit, die löslich in Chloroform ist.

## Verwendung
Dibromacetonitril kann zur Herstellung von α-Bromestern mit Aldehyden und Ketonen verwendet werden. Sie kann auch für heterozyklische Synthesen und andere Reaktionen verwendet werden.

## Sicherheitshinweise
Dibromacetonitril ist ein krebserregendes stickstoffhaltiges Desinfektionsnebenprodukt. Im Trinkwasser wurde es mit Mundhöhlenkrebs bei Ratten und Vormagenkrebs bei Mäusen in Verbindung gebracht. Darüber hinaus kann Dibromacetonitril oxidative Schäden im Gehirn von Ratten verursachen.

## Regulierung
Über den Safe Drinking Water and Toxic Enforcement Act of 1986 besteht in Kalifornien seit 3. Mai 2011 eine Kennzeichnungspflicht für Produkte, die Dibromacetonitril enthalten.